# Miloš Bátovský
Miloš Bátovský (Krupina, 26. svibnja 1979. - ) je slovački atletičar specijalizaran za brzo hodanje. Za Slovačku je nastupao na Olimpijskim igrama 2004., 2008. i 2012., gdje je završio utrku osvojivši 48. mjesto u završnici natjecanja. Nešto uspješniji bio je na 2004. u Ateni, gdje je osvojio 18. mjesto, dok je 2008. u Pekingu osvoio 35. mjesto s vremenom 4:06:30.